# 大森海岸駅
大森海岸駅（おおもりかいがんえき）は、東京都品川区南大井三丁目にある京浜急行電鉄（京急）本線の駅である。駅番号はKK07。
品川区最南端の駅であり、ホームの一部は大田区大森北に跨る。

## 歴史
- 1901年（明治34年）2月1日 - 大森停車場前（後の大森） - 川崎（後の六郷橋）開業時に八幡駅として開業。大森停車場前駅へは川崎方面側から線路が続いていた。
- 1904年（明治37年）5月8日 - 品川延伸に伴い、大森停車場前駅 - 当駅が大森支線となり、大森停車場前駅へは品川方面からの分岐となる。同時に海岸駅に改称[注 1]。
- 1933年（昭和8年）7月1日 - 大森海岸駅に改称。
- 1937年（昭和12年）3月8日 - 大森支線廃止。
- 1954年（昭和29年）5月1日 - 品川区と大田区の境界変更により、駅周辺地域が大田区から品川区に編入[3]。
- 1970年（昭和45年）
  - 1月20日 - 上り線が高架化[4]。
  - 12月1日 - 下り線も高架化され、駅高架化[4]。
- 2020年（令和2年）3月14日 - 副駅名にしながわ水族館が追加される[5][6]。

### 駅名の由来
昭和30年代初頭まで横を走る国道15号線近辺まで海岸線があったことによる。その後の埋立地の拡大により海岸線から遥かに離れることとなった。

## 駅構造

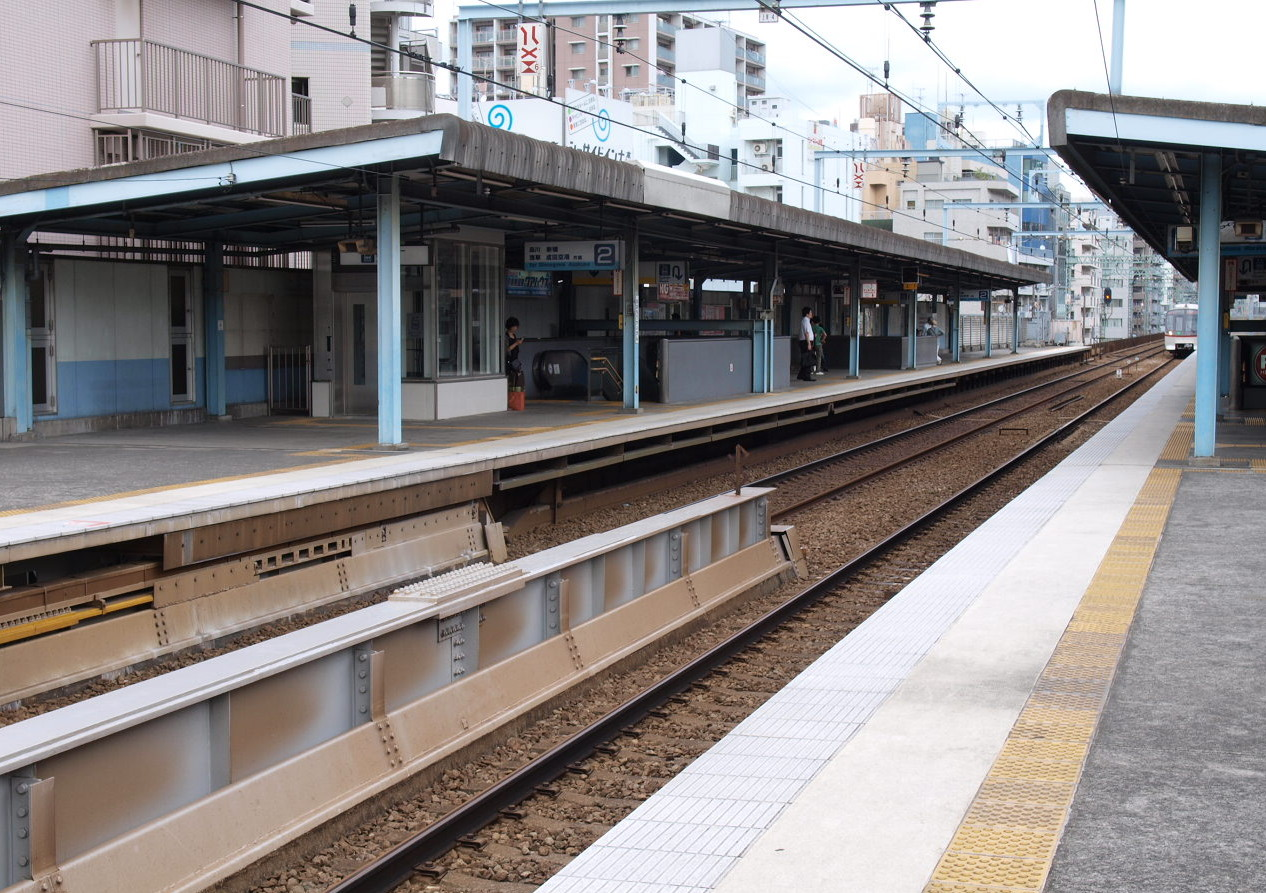
ホーム（2010年8月）

相対式ホーム2面2線を有する高架駅である。2009年3月にホームとコンコースを連絡するエレベーターが設置された。
駅簡易自動放送は、1番線が関根正明、2番線が大原さやかが担当している。

### のりば
| 番線 | 路線 | 方向 | 行先                              |
| ---- | ---- | ---- | --------------------------------- |
| 1    | 本線 | 下り | 羽田空港方面 / 横浜・三浦海岸方面 |
| 2    | 本線 | 上り | 品川・新橋方面                    |

## 利用状況
2024年（令和6年）度の1日平均乗降人員は13,644人で、京急線全72駅中49位。
近年の1日平均乗降・乗車人員は下記の通り。
| 年度               | 1日平均 乗降人員 | 1日平均 乗車人員 | 出典     |
| ------------------ | ---------------- | ---------------- | -------- |
| 1990年（平成02年） |                  | 5,679            | [ * 1 ]  |
| 1991年（平成03年） |                  | 7,399            | [ * 2 ]  |
| 1992年（平成04年） |                  | 8,449            | [ * 3 ]  |
| 1993年（平成05年） |                  | 7,710            | [ * 4 ]  |
| 1994年（平成06年） |                  | 7,014            | [ * 5 ]  |
| 1995年（平成07年） |                  | 6,577            | [ * 6 ]  |
| 1996年（平成08年） |                  | 6,356            | [ * 7 ]  |
| 1997年（平成09年） |                  | 6,027            | [ * 8 ]  |
| 1998年（平成10年） |                  | 5,934            | [ * 9 ]  |
| 1999年（平成11年） |                  | 5,762            | [ * 10 ] |
| 2000年（平成12年） |                  | 5,901            | [ * 11 ] |
| 2001年（平成13年） |                  | 5,978            | [ * 12 ] |
| 2002年（平成14年） | 12,006           | 6,079            | [ * 13 ] |
| 2003年（平成15年） | 12,139           | 6,068            | [ * 14 ] |
| 2004年（平成16年） | 12,393           | 6,293            | [ * 15 ] |
| 2005年（平成17年） | 12,822           | 6,545            | [ * 16 ] |
| 2006年（平成18年） | 12,930           | 6,581            | [ * 17 ] |
| 2007年（平成19年） | 13,842           | 6,692            | [ * 18 ] |
| 2008年（平成20年） | 14,367           | 7,134            | [ * 19 ] |
| 2009年（平成21年） | 13,973           | 6,951            | [ * 20 ] |
| 2010年（平成22年） | 13,673           | 6,797            | [ * 21 ] |
| 2011年（平成23年） | 13,143           | 6,516            | [ * 22 ] |
| 2012年（平成24年） | 13,433           | 6,663            | [ * 23 ] |
| 2013年（平成25年） | 13,896           | 6,915            | [ * 24 ] |
| 2014年（平成26年） | 13,968           | 6,959            | [ * 25 ] |
| 2015年（平成27年） | 14,391           | 7,175            | [ * 26 ] |
| 2016年（平成28年） | 14,448           | 7,219            | [ * 27 ] |
| 2017年（平成29年） | 14,642           | 7,312            | [ * 28 ] |
| 2018年（平成30年） | 16,185           | 8,082            | [ * 29 ] |
| 2019年（令和元年） | 16,501           | 8,219            | [ * 30 ] |
| 2020年（令和02年） | 11,015           |                  |          |
| 2021年（令和03年） | 11,390           |                  |          |
| 2022年（令和04年） | 12,181           |                  |          |
| 2023年（令和05年） | 12,949           |                  |          |
| 2024年（令和06年） | 13,644           |                  |          |

## 駅周辺

### 官公庁・公共施設
- しながわ区民公園
  - しながわ水族館

- 品川区立南大井図書館

### 医療
- いすゞ病院

### 郵便局・金融機関
- 品川水神郵便局
- 大森駅前郵便局
- 大田入新井郵便局

### 史跡・自然
- 鈴ヶ森刑場跡（大経寺）

### ランドマーク
- 大森ベルポート
  - 大森ベルポート郵便局
  - 日立製作所大森本社

### ホテル
- Tマークシティホテル東京大森

### 店舗
- BIG FUN平和島
- イトーヨーカドー大森店

### 競技場
- 大井競馬場
- 平和島競艇場

### 法人
- ディスコ本社

### 交通
- 大森駅 - 大森海岸駅と大森駅は最短経路で約700メートル離れている。

## バス路線
「大森海岸駅」停留所
| のりば | 系統                                         | 主要経由地           | 行先                 | 運行事業者   | 備考                     |
| ------ | -------------------------------------------- | -------------------- | -------------------- | ------------ | ------------------------ |
| 東方向 | 森22                                         |                      | 八潮パークタウン循環 | 京浜急行バス |                          |
| 東方向 | 森24                                         |                      | 京浜島循環           | 京浜急行バス |                          |
| 東方向 | 森26                                         |                      | 森ケ崎               | 京浜急行バス |                          |
| 東方向 | 森28                                         |                      | 平和島循環           | 京浜急行バス |                          |
| 東方向 | 森31                                         |                      | 流通センター循環     | 京浜急行バス | 平日・土曜の夕・夜間のみ |
| 東方向 | 森32                                         |                      | 城南島循環           | 京浜急行バス | 平日昼間は大田市場経由   |
| 東方向 | 森34                                         | レジャーランド平和島 | 大田スタジアム       | 京浜急行バス |                          |
| 東方向 | 森36                                         |                      | 京浜島・昭和島循環   | 京浜急行バス | 平日・土曜のみ           |
| 東方向 | 森43                                         |                      | 大田市場             | 京浜急行バス | 平日土曜と休日夜間のみ   |
| 東方向 | 森48                                         |                      | 野鳥公園循環         | 京浜急行バス | 大田市場休場日の平日のみ |
| 東方向 | 井19                                         |                      | レジャーランド平和島 | 京浜急行バス | 1日3本のみ               |
| 東方向 | 森21                                         |                      | 羽田空港             | 京浜急行バス |                          |
| 東方向 | 森23                                         |                      | 羽田車庫             | 京浜急行バス |                          |
| 西方向 | 森22 森24 森26 森28 森31 森32 森36 森43 森48 |                      | 大森駅               | 京浜急行バス |                          |
| 西方向 | 井19                                         | 大森駅               | 大井町駅             | 京浜急行バス | 1日3本のみ               |
| 西方向 | 森21 森23                                    |                      | 大森駅               | 京浜急行バス |                          |

各路線の詳細は京浜急行バス大森営業所・羽田営業所をそれぞれ参照。

## 隣の駅
京浜急行電鉄
 本線
■エアポート快特・■快特・■特急・■急行
通過
■普通
立会川駅 (KK06) - 大森海岸駅 (KK07) - 平和島駅 (KK08)

### かつて存在した路線
京浜電気鉄道
大森支線
大森駅 - 大森海岸駅